# 우젠타카마쓰역
우젠타카마쓰역(일본어: 羽前高松駅)은 일본 야마가타현 사가에시에 위치한 동일본 여객철도의 철도역이다. 단선 승강장 1면 1선의 구조를 갖춘 지상역이다.

## 이용 현황
| 승차 인원 추이 | 승차 인원 추이 |
| 연도           | 1일 평균       |
| -------------- | -------------- |
| 2000           | 304            |
| 2001           | 277            |
| 2002           | 298            |
| 2003           | 302            |
| 2004           | 312            |
| 2005           | 310            |
| 2006           | 296            |
| 2007           | 292            |

## 역 주변
- 국도 제112호선 · 국도 제287호선
- 모가미강

## 역사
- 1922년 4월 23일 : 국철 아테라자와케이벤 선의 역으로서 개업. 일반역.
- 1926년 12월 23일 : 미야마 전기 철도가 이 역부터 우오아지 역까지 개통되어, 분기역으로 함.
- 1940년 11월 : 구 역사가 준공됨.
- 1943년 10월 1일 : 오하나자와 철도 · 다카바타케 철도와의 합병으로 인해, 미야마 전기 철도의 역은 야마가타 교통 미야마 선의 역이 됨.
- 1974년 11월 18일 : 야마가타 교통 미야마 선이 폐지되어, 국철 단독 역으로 전환.
- 1979년 11월 1일 : 화물 취급 폐지, 여객 역으로 전환.
- 1982년 3월 8일 : 간이 위탁화, 하물 취급 폐지.
- 1987년 4월 1일 : 일본국유철도 분할 민영화에 의해, 동일본 여객철도가 승계.
- 2001년 7월 : 사가에역 이전 공사로 인해, 우젠나가사키 - 아테라자와 간에 버스 대행 실시. 당 역으로의 열차 발착 폐지.
- 2002년 2월 16일 : 상기 공사가 완료되어, 열차 운행 재개.
- 2008년 4월 1일 : 간이 위탁 해제, 무인화.
- 2010년 2월 28일 : 신 역사 완성.

## 인접 역
| 동일본 여객철도 아테라자와 선           | 동일본 여객철도 아테라자와 선 | 동일본 여객철도 아테라자와 선 |
| --------------------------------------- | ----------------------------- | ----------------------------- |
| 니시사가에 야마가타 · 기타야마가타 방면 | ■ 아테라자와 선               | 시바하시 아테라자와 방면      |